# Böle (Åre)
Böle (ook geschreven als: Böhle) is een plaats in de gemeente Åre in het landschap Jämtland en de provincie Jämtlands län in Zweden. De plaats ligt aan de noordoostkust van het meer Kallsjön.